# Cosby Show
Cosby Show (v anglickém originále The Cosby Show) je americký televizní sitcom, který vytvořil Bill Cosby spolu s Ed. Weinbergerem a Michaelem J. Leesonem. Sitcom se původně vysílal na stanici NBC od 20. září 1984 do 30. dubna 1992, celkem 201 půlhodinových epizod v osmi sezónách, včetně speciálu s výstupy. Seriál dal vzniknout spin-offu s názvem A Different World, který se vysílal od 24. září 1987 do 9. července 1993 a měl celkem šest sérií čítajících 144 epizod.

## Synopse
Seriál se zaměřuje na Huxtablesovy, černošskou americkou rodinu ze střední třídy žijící v Brooklynu v New Yorku. Seriál byl založen na výstupech Cosbyho stand-up comedy, které zase vycházely z jeho rodinného života.

## Obsazení
| Bill Cosby            | Cliff Huxtable            |
| Phylicia Rashad       | Clair Huxtable            |
| Lisa Bonet            | Denise Huxtable Kendall   |
| Malcolm-Jamal Warner  | Theodore Huxtable         |
| Tempestt Bledsoe      | Vanessa Huxtable          |
| Keshia Knight Pulliam | Rudy Huxtable             |
| Sabrina Le Beauf      | Sondra Huxtable Tibideaux |

## Ohlasy
Časopis TV Guide seriál označil za největší televizní hit 80. let 20. století. Výrazně oživil žánr sitcomu a tehdejší sledovanost NBC. Zároveň jej zařadil na 28. místo svého seznamu 50 nejlepších pořadů. Seriálová postava Cliff Huxtable byla v roce 2014 jmenována nejznámějším televizním tátou. 
V květnu 1992 časopis Entertainment Weekly uvedl, že The Cosby Show pomohla umožnit vznik většího množství pořadů s převážně černošským obsazením, od In Living Color po Fresh Prince.
Cosby Show byla pět sezón po sobě nejsledovanějším pořadem v americké televizi a spolu se seriálem All in the Family je jediným sitcomem v historii agentury Nielsen, který byl po pět sezón nejsledovanějším televizním pořadem; ostatní řady navíc nevypadly z první dvacítky. Zůstává také jediným televizním seriálem s převážně afroamerickým obsazením, který se dostal na první příčku sledovanosti agentury Nielsen, a to více než jednou. Herecké obsazení seriálu se stalo hvězdou a Bill Cosby, který již měl za sebou úspěšnou kariéru v televizi, filmech a stand-upu, se stal nejlépe placeným televizním hercem.
Další sitcom s Billem Cosbym a Phylicií Rashadovou v hlavních rolích s názvem Cosby byl vysílaný na stanici CBS v letech 1996 až 2000.

### Kontroverze Billa Cosbyho
V souvislosti s případy sexuálního napadení Billa Cosbyho byly reprízy seriálu The Cosby Show v listopadu 2014 staženy z několika televizních stanic a vysílacího času. Seriál byl na některé stanice vrácen v prosinci 2016, ale poté co byl v dubnu 2018 Bill Cosby odsouzen byl seriál znovu stažen.